# John Richardson, Baron Richardson
John Samuel Richardson, Baron Richardson Bt Kt LVO FRCP (* 16. Juni 1910 in Sheffield; † 15. August 2004 in Braunton, Devon) war ein britischer Arzt, der auf vielen Gebieten eine führende Persönlichkeit in der britischen Medizin der Zeit nach dem Zweiten Weltkrieg, Präsident des Allgemeinen Medizinischen Rates (General Medical Council), der Britischen Medizinischen Gesellschaft (British Medical Association), der Königlichen Gesellschaft für Medizin (Royal Society of Medicine) sowie zwischen 1967 und 1972 Vorsitzender des Vereinigten Beraterausschusses (Joint Consultants Committee) war und 1979 als Life Peer Mitglied des House of Lords wurde.

## Leben

### Studium, Zweiter Weltkrieg und ärztliche Laufbahn
Richardson war der Sohn eines Solicitor, der während seines Militärdienstes im Ersten Weltkrieg gefallen war, während seine Mutter aus einer Familie von Stahlunternehmern stammte. Nach dem Besuch der Charterhouse School absolvierte er ein Studium der Medizin am Trinity College der University of Cambridge sowie am Lehrkrankenhaus des St Thomas’ Hospital, das er 1936 mit einem Bachelor of Surgery (B.Ch.) abschloss. Zugleich gewann er für seine herausragenden studentischen Leistungen die nach John Syer Bristowe benannte Bristowe-Medaille sowie den Hadden-Preis. 1937 wurde er Mitglied des Royal College of Physicians (MRCP) und erwarb schließlich 1940 einen Doktor der Medizin (MD).
Eine anschließend vorgesehene ärztliche Laufbahn am St Thomas’ Hospital musste er zunächst wegen seines Militärdienstes im Zweiten Weltkrieg unterbrechen. In der Folgezeit diente er im Royal Army Medical Corps (RAMC) und wurde zuletzt zum Oberstleutnant befördert. Für seine Verdienste während des Afrikafeldzuges wurde er 1943 zum Lieutenant des Royal Victorian Order (LVO) ernannt. Während dieser Zeit lernte er den damaligen Repräsentanten der britischen Regierung bei den Alliierten im Mittelmeerraum und späteren Premierminister Harold Macmillan kennen, dessen privater Arzt auch später wurde.
Nach Kriegsende wurde er 1946 Leitender Assistent in der Medizinischen Abteilung im St Thomas’ Hospital, an dem er anschließend von 1947 bis zu seinem Eintritt in den Ruhestand 1975 als Arzt tätig war. Zugleich war er als Arzt am Watford and District Peace Memorial Hospital und am Wembley Hospital tätig. 1948 wurde er Fellow des Royal College of Physicians. Kurz darauf musste er seine ärztliche Tätigkeit erneut unterbrechen, nachdem bei ihm eine Tuberkulose diagnostiziert wurde. Von dieser erholte er sich aber innerhalb eines Jahres und war danach weiterhin als Arzt tätig. Zeitweise wirkte er auch als Arzt am King Edward VII’s Hospital for Officers und war ferner zwischen 1953 und 1959 Mitglied des Verwaltungsrates des St Thomas’s Hospital.
Daneben wirkte Richardson über zwanzig Jahre lang von 1957 bis 1980 als Beratender Arzt des Metropolitan Police Service (MPS), der Polizeibehörde von Greater London. Für seine Verdienste wurde er am 1. Januar 1960 zum Knight Bachelor geschlagen und führte fortan an den Namenszusatz „Sir“. 1963 wurde ihm der erbliche Titel Baronet, of Eccleshall in the West Riding of Yorkshire, verliehen.
Während einer urlaubsbedingten Abwesenheit trat Macmillan am 19. Oktober 1963 als Premierminister aufgrund des Ratschlages anderer Ärzte aus gesundheitlichen Gründen zurück, wobei ihm Richardson nach seiner Rückkehr aus dem Urlaub attestierte, dass er nicht an Krebs erkrankt sei und folglich auch nicht hätte zurücktreten brauchen.
Weiterhin fungierte Richardson vierzig Jahre lang zwischen 1964 und 2004 Beratender Arzt des für den öffentlichen Personennahverkehrs in London zuständigen London Transport Board. Während dieser Zeit war er zwischen 1966 und 1970 Präsident der Internationalen Gesellschaft für Innere Medizin, deren Ehrenpräsident er 1970 wurde. 

### Funktionär ärztlicher Fachorganisationen und Oberhausmitglied
Daneben bekleidete er von 1967 bis 1972 die Funktion als Vorsitzender des Joint Consultants Committee (JCC). Diese Zeit war geprägt durch zahlreiche Umstruktierungen innerhalb des Nationalen Gesundheitsdienstes NHS (National Health Service) wie zum Beispiel bei der Rationalisierung der medizinischen Organisation in den Krankenhäusern des NHS, die sowohl notwendig als auch unvermeidbar waren. Die innerhalb einer Arbeitsgruppe erarbeiteten Vorschläge wurden 1967 in einem Ersten Bericht der Vereinigten Arbeitsgruppe zur Organisation der medizinischen Arbeit in Krankenhäusern, dem sogenannten Cogwheel Report (First Report of the Joint Working Party on the Organisation of Medical Work in Hospitals), vorgestellt und anschließend als überfällige Reformen umgesetzt.
Gleichzeitig war Richardson von 1969 bis 1971 Präsident der Royal Society of Medicine (RSM) sowie zugleich zwischen 1970 und 1971 Präsident der British Medical Association (BMA). Des Weiteren war er zwischen 1970 und 1974 auch Leitender Herausgeber der British Encyclopaedia of Medical Practice sowie Herausgeber von drei weiteren medizinischen Fachbüchern. Ferner fungierte er zwischen 1971 und 1972 auch als Meister der Apothekerschaft (Master of the Apothecaries). 1972 berief ihn das Royal College of Nursing zu seinem Vizepräsidenten. 
Darüber hinaus fungierte er von 1973 bis 1980 auch als Präsident des General Medical Council (GMC) und führte in dieser Funktion zwischen 1974 und 1976 mehreren Sitzungen mit der damaligen Ministerin für Gesundheit und soziale Dienste (Secretary of State for Health und Social Services), Barbara Castle, durch. Die Anwaltskammer (Inns of Court) von Gray’s Inn verlieh ihm weiterhin 1974 den Ehrentitel eines Bencher, der üblicherweise an verdiente Juristen vergeben wird.
Durch ein Letters Patent vom 2. Februar 1979 wurde Richardson als Baron Richardson, of Lee in the County of Devon, zum Life Peer im Sinne des Life Peerages Act 1958 erhoben und gehörte damit bis zu seinem Tod dem House of Lords an. 
Für seine langjährigen Verdienste wurde er ferner Fellow zahlreicher medizinischer Fakultäten und Ehrendoktor von fünf Universitäten, die ihm Ehrendoktorwürden der Wissenschaften (Hon. D.Sc.) sowie der Rechtswissenschaften (Hon. LL.D.) verliehen. 1979 wurde er zudem Ehren-Fellow des Trinity College der University of Cambridge.
Aus seiner 1933 geschlossenen Ehe mit Sybil Angela Stephanie Trist hatte er zwei Töchter. Da er keine Söhne hatte, erlosch sein erblicher Baronettitel mit seinem Tod 2004.